# Kamienny Szaniec w Kołobrzegu
Kamienny Szaniec w Kołobrzegu (Szaniec Waldenfelsa, niem. Waldenfels Schanze) – obiekt dawnej Twierdzy Kołobrzeg, od 1887 wykorzystywany do celów rekreacyjnych Uzdrowiska Kołobrzeg. Położony jest w pasie wydm nad samym brzegiem Morza Bałtyckiego, przy skrzyżowaniu ulicy Fredry z ulicami Sułkowskiego/Sikorskiego. Zamyka od wschodu Park im. Stefana Żeromskiego (zdrojowy).
Niemiecka nazwa szańca upamiętniała kpt. Karola W. E. Waldenfelsa, który w 1807 poległ w pobliskim Forcie Wilczym. Polska nazwa pochodzi od wału z głazami, który zabezpieczał obiekt od strony morza.

## Historia
Szaniec powstał nad brzegiem morza w latach 1832-1836, w miejscu gdzie w 1807 rozgrywały się najkrwawsze i najcięższe walki między obrońcami Twierdzy Kołobrzeg i 1 Pułkiem Piechoty Legii Poznańskiej. Rolą szańca była osłona rubieży twierdzy i portu, w tym zwalczanie okrętów. Szaniec sąsiadował z Fortem Wilczym (obecnie amfiteatr) i razem z nim tworzył system wschodnich umocnień Kołobrzegu. Wejście do obiektu znajdowało się od strony zachodniej.
Bastion ten miał kształt redanu. Zbudowany był z dwóch wałów ziemnych z kazamatami oraz fosy od strony północnej i wschodniej. Od strony morza zabezpieczony był potężnym wałem z głazów. Od 1887 teren wokół dzieła fortyfikacyjnego zaczęto przystosowywać do celów rekreacyjnych uzdrowiska. Zasypano część fosy, posadzono drzewa, wewnątrz zbudowano ogrodową restaurację, a na wale od strony morza usytuowano oszkloną werandę z tarasem, w której urządzono kawiarnię. Było to jedno z najmodniejszych miejsc kurortu, miejsce licznych wycieczek i spacerów.
W 1945 obiekt przystosowano do celów obronnych. W czasie bitwy o Kołobrzeg obiekt uległ zniszczeniu. W latach 1950–1951 stał się częścią fortyfikacji obrony wybrzeża. Pomimo wpisania szańca 2 sierpnia 1967 do rejestru zabytków ulegał on dalszej dewastacji. W 1972 władze wojewódzkie zgłosiły wniosek do Ministerstwa Kultury i Sztuki o wykreślenie go z rejestru, do którego jednak nie doszło. Mimo protestów i bez wcześniejszych konsultacji naukowych zburzono też kamienny falochron od strony morza.

## Współczesność
Po zburzeniu i wywiezieniu kamiennego falochronu nasiliła się erozja brzegu morskiego i zanikanie plaży, dlatego pod koniec lat 80. XX wieku zdecydowano o ponownym umocnieniu terenu przez zastosowanie ścianki wodoszczelnej Larsena. Prace te nie przyniosły jednak zamierzonego skutku. Od kilkunastu lat wokół Kamiennego Szańca prowadzone są intensywne prace zabezpieczające brzeg przed erozją. Pojawiły się również propozycje rekonstrukcji kamiennego falochronu.
Ruiny szańca zostały wykorzystane w 1995 do stworzenia punktu gastronomicznego i dyskoteki. 

## Galeria

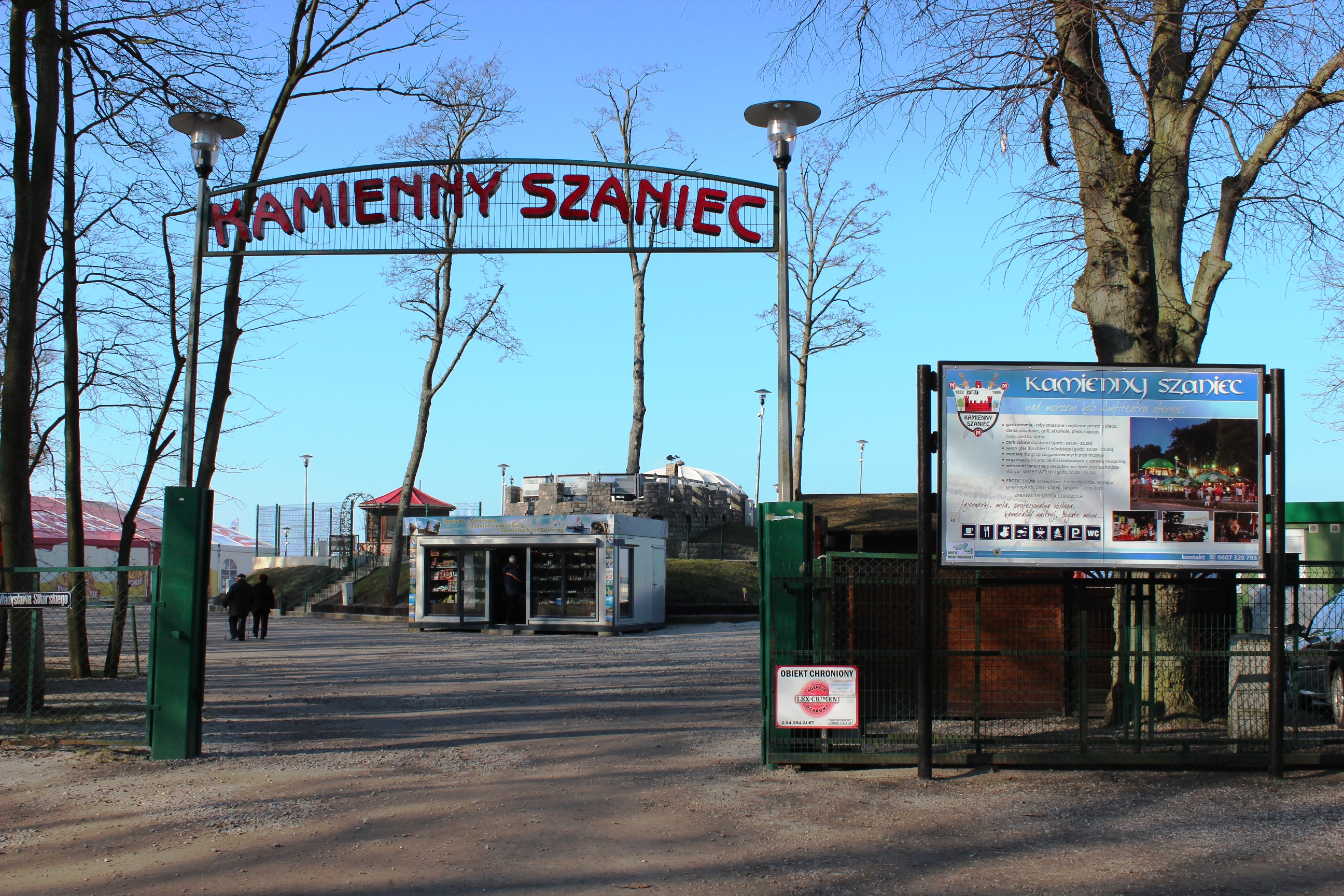
Współczesna brama wjazdowa na teren szańca
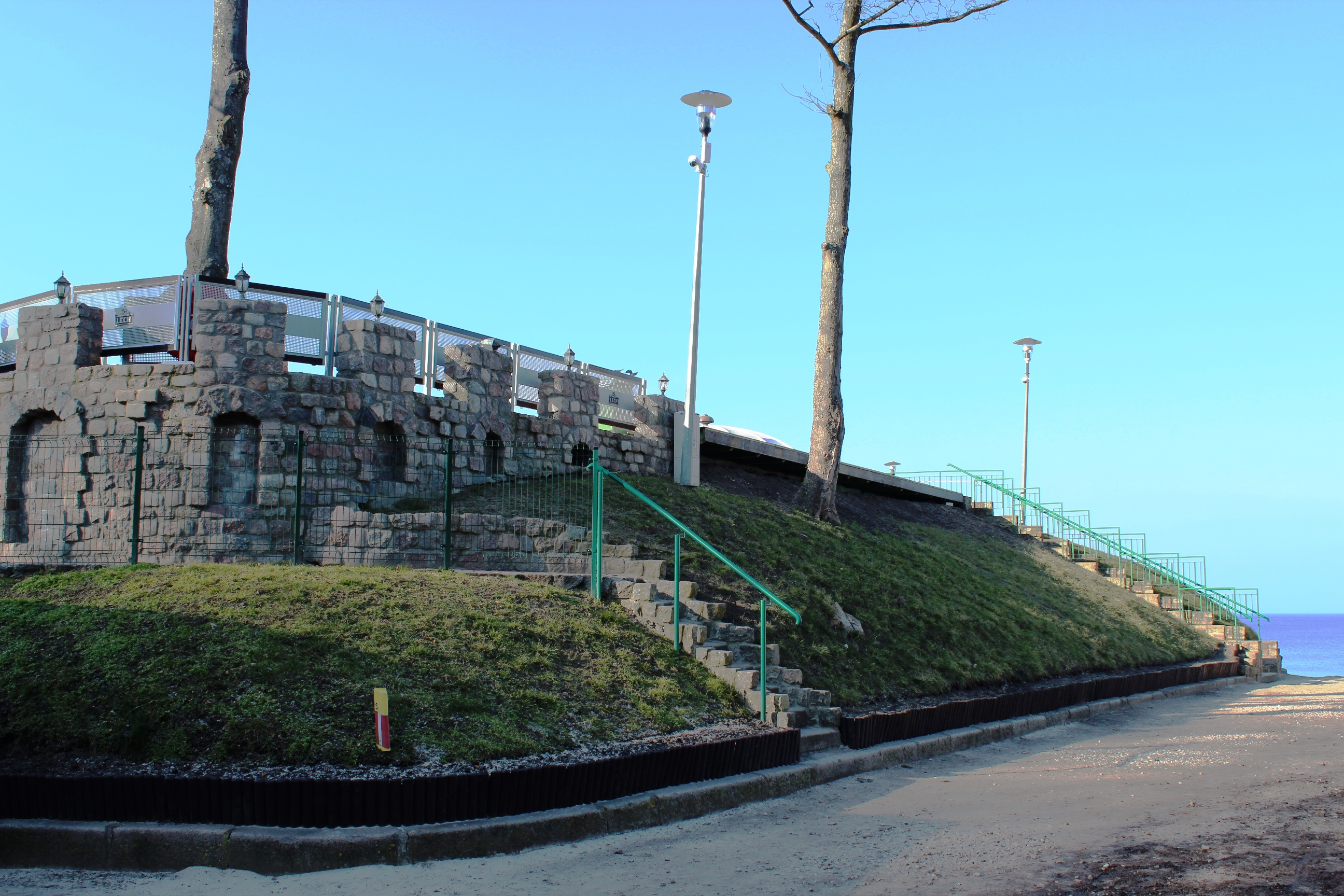
Szaniec od wschodu
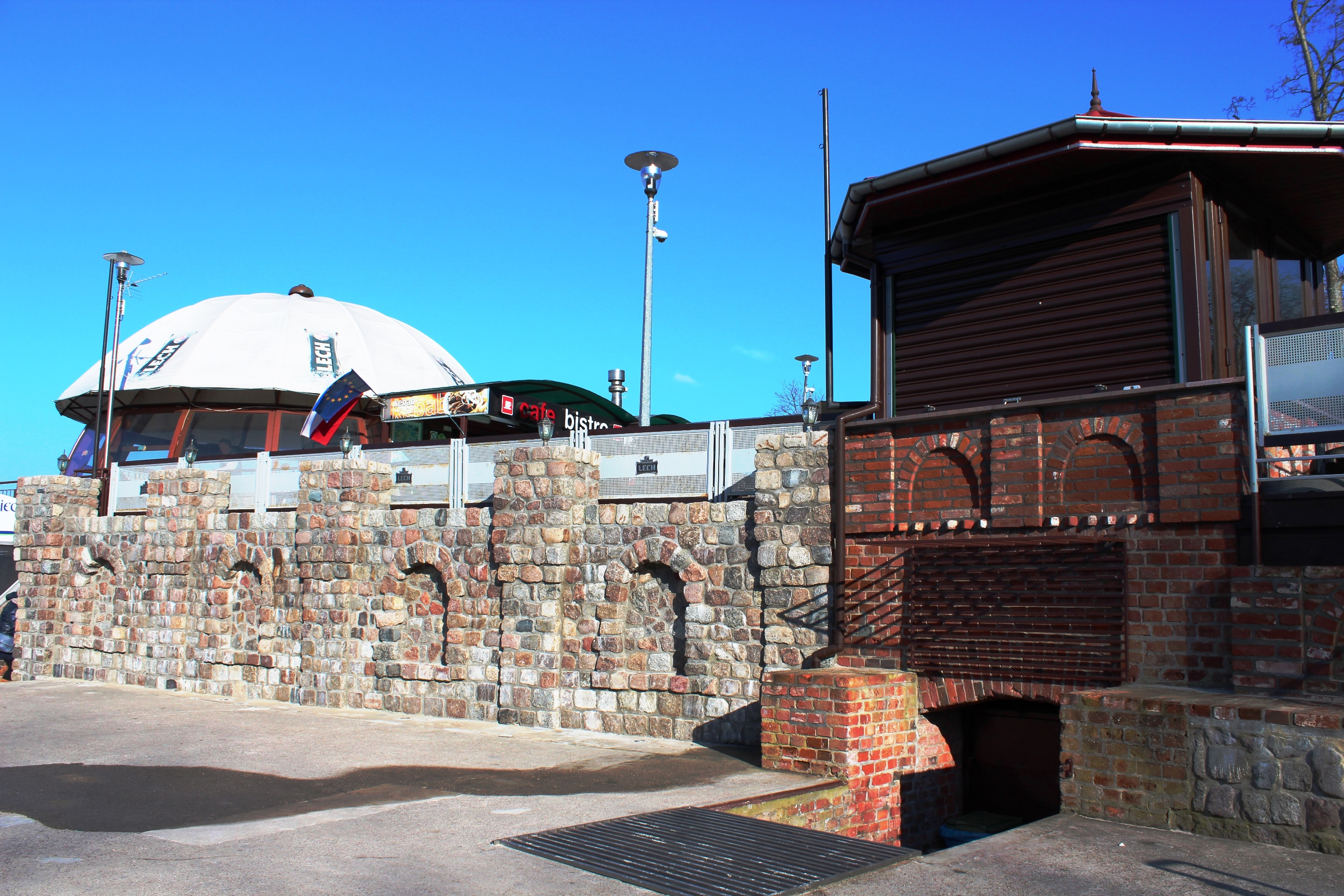
Szaniec od zachodu
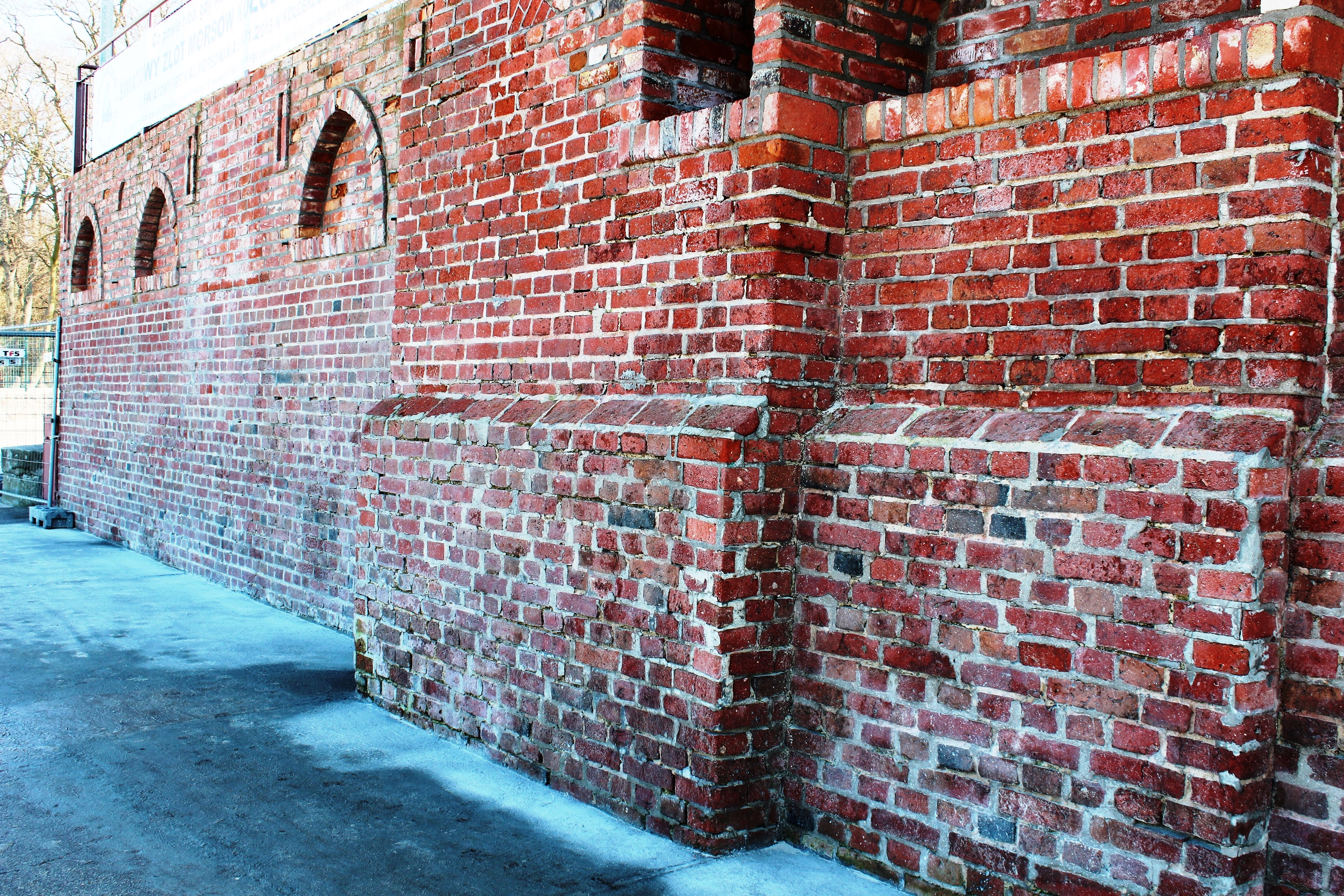
Mur szańca od strony morza
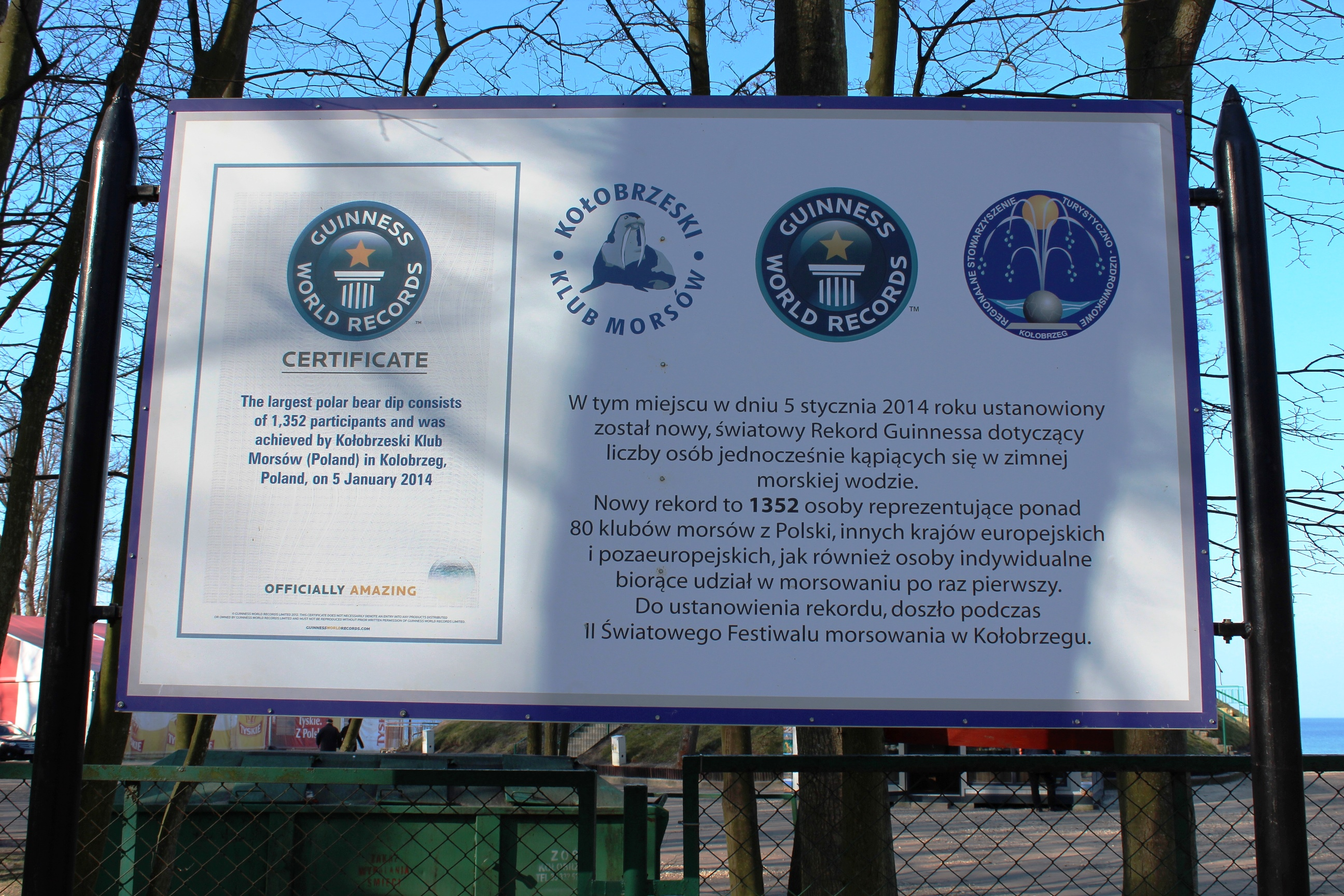
Tablica upamiętniająca pobicie światowego Rekord Guinnessa przez morsy